# Карлингфорд (Лаут)
Карлингфорд (англ. Carlingford; ирл. Cairlinn) — город в Ирландии, находится в графстве Лаут (провинция Ленстер) на дорогах R176/R173, между Гринором и Омитом.
В 1988 году город победил в Irish Tidy Towns Competition.

## Транспорт
Железнодорожная станция была открыта 1 августа 1876 года и закрыта 1 января 1952 года, когда Dundalk, Newry & Greenore Railway прекратила свою деятельность.

## Демография
Население — 623 человека (по переписи 2006 года). В 2002 году население составляло 604 человека.
Данные переписи 2006 года:
| Общие демографические показатели |               |                               |                               |      |      |
| Всё население                    | Всё население | Изменения населения 2002—2006 | Изменения населения 2002—2006 | 2006 | 2006 |
| 2002                             | 2006          | чел.                          | %                             | муж. | жен. |
| 604                              | 623           | 19                            | 3,1                           | 294  | 329  |

## Галерея
- Карлингфорд
- Вид на город с моря
- Монастырь
- Замок короля Джона
- Фасад замка
- Замок вблизи